# 亚历山大·瓦西里耶维奇·亚历山德罗夫

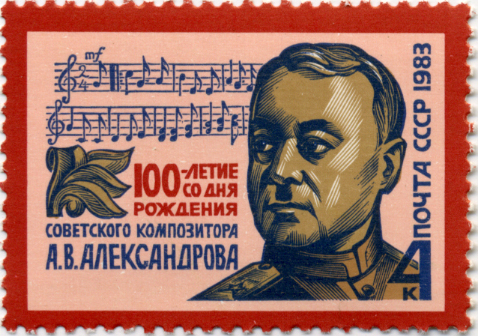
1983年蘇聯爲紀念亞歷山大·亞歷山德羅夫誕辰100週年而發行的郵票。

亚历山大·瓦西里耶维奇·亚历山德罗夫（俄語：Александр Васильевич Александров，羅馬化：Alexander Vasilyevich Alexandrov，1883年4月13日—1946年7月8日）是一名蘇聯和俄羅斯作曲家，也是亞歷山德羅夫紅旗歌舞團的創始人，他為蘇聯國歌作曲，2000年經修改歌詞後成為俄羅斯聯邦國歌。在他的職業生涯中，他還擔任過莫斯科音樂學院的教授，並成為一名文學博士。他的工作得到蘇聯人民藝術家稱號和兩座史達林獎的認可。

## 生平
亞歷山德羅夫於1883年4月13日出生在莫斯科東南部梁贊省的一個村莊普拉希諾。小時候，他的歌聲令人印象深刻，以至於他前往聖彼得堡，成為喀山主教座堂的合唱團員。作為尼古拉·梅特納的學生，他在聖彼得堡和莫斯科學習作曲，在1918年成為音樂教授，並於1918年至1922年擔任基督救世主主教座堂的合唱團團長。
亞歷山德羅夫創建了亞歷山德羅夫紅旗歌舞團，並擔任多年的團長。在這個職位上，他獲得時任的蘇聯領導人約瑟夫·史達林的青睞。他的歌舞團成功地參加1937年在巴黎舉行的世界博覽會。1943年，史達林委託他和作詞家謝爾蓋·米哈爾科夫和葛布列·艾爾瑞傑斯坦創作一首新的蘇聯國歌，該歌於1944年1月1日被定為國歌，並一直使用至1991年蘇聯解體。後來在2000年12月成為俄羅斯聯邦國歌，由米哈爾科夫編寫新的歌詞。
他還創作了著名的歌曲《神聖的戰爭》，以及蘇聯和現在的俄羅斯武裝部隊的官方進行曲《蘇軍之歌》。
他的作品包括對各種俄羅斯民歌的改编（例如《小草甸鸭》《远在小河的对岸》）。
1946年7月8日，他在柏林巡迴演出時心臟病發作並去世，享年63歲；有些記錄說他是從德國回來後才離世的。